# Kurt Uhlik
Kurt Uhlik ist ein ehemaliger österreichischer Beamter der Österreichischen Bundesbahnen, Ministerialrat und Abteilungsleiter im Bundesministerium für Verkehr.

## Leben
Der Beamte war 1966 Mitarbeiter und Bundesbahn-Oberrat (Gehaltsgruppe IXa) in der Verwaltungsabteilung der Bundesbahndirektion Linz. Kurt Uhlik war 1968 Mitarbeiter und Bundesbahn-Oberrat in der Rechtsabteilung der Kommerziellen Abteilung der Bundesbahndirektion Linz.
1977 war er Mitarbeiter und Ministerialrat der Abteilung II/2 (Rechtliche und administrative Angelegenheiten der Schienenbahnen (ausgenommen Straßenbahnen) und Rohrleitungen etc.) in der Sektion II (Oberste Behörde für Eisenbahnen, Kraftfahrlinien, Rohrleitungen und Schlepplifte) im Bundesministerium für Verkehr.
Kurt Uhlik war mindestens von 1980 bis 1984 Leiter der Abteilung II/4 (Rechtliche und administrative Angelegenheiten der Straßenbahnen, U-Bahnen, Obuslinien und Kraftfahrlinien etc.) in der Sektion II (Oberste Behörde für Eisenbahnen, Kraftfahrlinien, Rohrleitungen und Schlepplifte) im Bundesministerium für Verkehr.
Der Beamte trägt den Akademischen Grad Dr. iur. und den Amtstitel Ministerialrat.

## Auszeichnungen und Ehrungen
- Großes Ehrenzeichen für Verdienste um die Republik Österreich[5]